# 嵯峨直恆
嵯峨 直恆（さが なおつね、1950年10月9日 - ） は、日本の生物学者。北海道大学名誉教授。函館国際水産・海洋都市推進機構長。元マリンバイオテクノロジー学会会長。

## 人物・経歴
1973年山形大学理学部生物学科卒業。1977年北海道大学大学院理学研究科植物学専攻修士課程修了。1981年北海道大学大学院理学研究科植物学専攻博士課程単位取得退学、日本学術振興会奨励研究員。1982年カリフォルニア大学サンタバーバラ校海洋科学研究所研究員。1983年北海道大学理学博士。1984年ノースイースタン大学生物学部研究員。
1985年水産庁北海道区水産研究所主任研究官。1990年東海大学海洋学部教授。1997年東海大学海洋研究所先端技術センター長。2001年北海道大学大学院水産科学研究科教授。2003年日本藻類学会評議員、日本水産増殖学会評議員。2004年日本植物学会評議員。2005年北海道大学大学院水産科学研究院教授。2007年マリンバイオテクノロジー学会岡見賞受賞。2008年日本水産学会水産学進歩賞受賞。
2010年北海道大学大学院水産科学研究院長・水産科学院長・水産学部長、マリンバイオテクノロジー学会会長。2011年マリンバイオテクノロジー学会論文賞受賞。2012年日本水産学会理事、マリンバイオテクノロジー学会論文賞受賞。2014年弘前大学食料科学研究所所長・教授。2017年函館国際水産・海洋都市推進機構長。2020年函館市魚類等養殖推進協議会会長、公立はこだて未来大学経営審議会委員。
妻は尾崎左永子門下の歌人・嵯峨牧子。